# Gira 100 años contigo
O Gira 100 años contigo é a turnê mundial da dupla norte-americana Ha*Ash, em apoio ao seu quinto álbum de estúdio, 30 de febrero (2017). A turnê começou em Viña del Mar, Chile em 24 de fevereiro de 2018.

## Antecedentes
Esta turnê é a continuação da turnê 1F Hecho realidad tour, realizada ao longo de três anos, com cerca de 200 concertos. No final de 2017, Ha*Ash anunciou as primeiras datas da nova turnê intitulado «Gira 100 años contigo» pela promoção do álbum 30 de febrero. Começou oficialmente em 24 de fevereiro de 2018 em Viña del Mar e posteriormente passou pelo México, Panamá, El Salvador, Guatemala, Costa Rica, EUA, Argentina, Chile, Uruguai, Equador, Peru , Colômbia e Espanha.

## Repertório
Esse repertório é representativo do show do dia 21 de outubro de 2018, em The Fillmore Miami, na Estados Unidos, e não representa a lista de canções de todos os shows da turnê.
1. "Estés en donde estés"
2. "¿De dónde sacas eso?"
3. "Amor a medias"
4. "Ojalá"
5. "Sé que te vas"
6. "Todo no fue suficiente"
7. "¿Qué me faltó?"
8. "Destino o casualidad"
9. "Dos copas de más"
10. "Eso no va a suceder"
11. "¿Qué hago yo?"
12. "No pasa nada"
13. "Adiós amor" (cover)
14. "Te dejo en libertad"
15. "Ex de verdad"
16. "100 años "
17. "Lo aprendí de ti"
18. "No te quiero nada"
19. "Perdón, perdón"
20. "30 de febrero"

## Apresentações canceladas
Em 3 de abril de 2018, quando começaram a primeira parte de sua turnê pelos Estados Unidos, as cantores tiveram que fazer uma breve sessão acústica durante a manhã nos escritórios do YouTube na Califórnia, no entanto, devido a um acidente de Ashley no México, a intérprete teve que ir ao hospital e não conseguiu chegar ao voo que a levou ao país.
Após este fato, as irmãs tiveram que adiar este evento, salvando-se do tiroteio que aconteceu naquele dia no mesmo lugar em que tinham que cantar “coisas acontecem para alguma coisa, ontem tivemos que estar nessas instalações, ficamos muito preocupados porque não íamos para poder chegar e no final agradecemos por não ter chegado» declarou Hanna sobre o incidente.

## Apresentações
| América do Norte        |                     |                      |                                        |
| 3 de fevereiro de 2018  | Campeche            | México               | Teatro del pueblo                      |
| 4 de fevereiro de 2018  | Jalostotitlán       | México               | Plaza de Toros                         |
| 10 de fevereiro de 2018 | Playa del Carmen    | México               | Plaza 28 de julio                      |
| America Latina          |                     |                      |                                        |
| 24 de fevereiro de 2018 | Viña del Mar        | Chile                | Quinta Vergara                         |
| América do Norte        |                     |                      |                                        |
| 2 de março de 2018      | Tapachula           | México               | Palenque                               |
| 8 de março de 2018      | Mérida              | México               | Coliseo Yucatán                        |
| 14 de março de 2018     | Cidade do México    | México               | Auditório Nacional                     |
| 15 de março de 2018     | Cidade do México    | México               | Auditório Nacional                     |
| America Latina          |                     |                      |                                        |
| 21 de março de 2018     | Cidade do Panamá    | Panamá               | Convenciones Amador                    |
| 23 de março de 2018     | San Salvador        | El Salvador          | Anfiteatro Cifco                       |
| 24 de março de 2018     | Cidade da Guatemala | Guatemala            | Forum Majadas                          |
| 25 de março de 2018     | San José            | Costa Rica           | Parque Viva, La Guácima                |
| América do Norte        |                     |                      |                                        |
| 31 de março de 2018     | Acapulco            | México               | Forum Mundo Imperial                   |
| 3 de abril de 2018      | São Francisco       | Estados Unidos       | The Fillmore                           |
| 4 de abril de 2018      | Fresno              | Estados Unidos       | Warnors Center                         |
| 5 de abril de 2018      | Sacramento          | Estados Unidos       | Ace of Spades                          |
| 7 de abril de 2018      | Las Vegas           | Estados Unidos       | House Of Blues                         |
| 8 de abril de 2018      | Anaheim             | Estados Unidos       | House Of Blues                         |
| 10 de abril de 2018     | Riverside           | Estados Unidos       | Riverside Municipal Auditorium         |
| 12 de abril de 2018     | Los Angeles         | Estados Unidos       | The Wiltern                            |
| 14 de abril de 2018     | Tucson              | Estados Unidos       | The Rialto Theatre                     |
| 15 de abril de 2018     | Phoenix             | Estados Unidos       | Comerica Theatre                       |
| 19 de abril de 2018     | Aguascalientes      | México               | Plaza de Toros Aguascalientes          |
| 20 de abril de 2018     | Guadalajara         | México               | Auditorio Telmex                       |
| 21 de abril de 2018     | Morelia             | México               | Plaza de Toros Morelia                 |
| 27 de abril de 2018     | Querétaro           | México               | Auditorio Josefa Ortiz                 |
| 28 de abril de 2018     | Puebla              | México               | Acrópolis Puebla                       |
| 3 de maio de 2018       | Dallas              | Estados Unidos       | Majestic Theatre                       |
| 4 de maio de 2018       | Mcallen             | Estados Unidos       | State Farm Hidalgo Arena               |
| 5 de maio de 2018       | Laredo              | Estados Unidos       | Energy Arena                           |
| 10 de maio de 2018      | El Paso             | Estados Unidos       | The Plaza Theatre                      |
| 11 de maio de 2018      | Houston             | Estados Unidos       | Revention Music Center                 |
| 12 de maio de 2018      | San antonio         | Estados Unidos       | The Aztec Theatre                      |
| 15 de maio de 2018      | Hermosillo          | México               | Palenque Expogan                       |
| 17 de maio de 2018      | San Luis Potosí     | México               | El Domo                                |
| 18 de maio de 2018      | Monterrei           | México               | Auditorio Citibanamex                  |
| 19 de maio de 2018      | Monterrei           | México               | Auditorio Citibanamex                  |
| 23 de maio de 2018      | Cidade do México    | México               | Auditório Nacional                     |
| America Latina          |                     |                      |                                        |
| 26 de maio de 2018      | Rosário             | Argentina            | Teatro Broadway                        |
| 27 de maio de 2018      | Córdova             | Argentina            | Quality Espacio                        |
| 29 de maio de 2018      | Tucumán             | Argentina            | Teatro Municipal Tucumán               |
| 30 de maio de 2018      | Salta               | Argentina            | Teatro Provincial de Salta             |
| 1 de junho de 2018      | Montevidéu          | Uruguai              | Palacio Peñarol                        |
| 2 de junho de 2018      | Buenos Aires        | Argentina            | Luna Park                              |
| 3 de junho de 2018      | Santiago            | Chile                | Movistar Arena                         |
| 8 de junho de 2018      | Quito               | Equador              | Ágora de la Casa                       |
| 9 de junho de 2018      | Guayaquil           | Equador              | Coliseo Voltaire Paladines Polo        |
| 12 de junho de 2018     | Lima                | Peru                 | Anfiteatro del parque de la Exposición |
| 13 de junho de 2018     | Lima                | Peru                 | Anfiteatro del parque de la Exposición |
| 14 de junho de 2018     | Bogotá              | Colômbia             | Royal Center                           |
| 16 de junho de 2018     | Medellin            | Colômbia             | Teatro Metropolitano                   |
| América do Norte        |                     |                      |                                        |
| 23 de junho de 2018     | Toluca              | México               | Teatro Morelos                         |
| 29 de junho de 2018     | Cancún              | México               | Plaza de Toros                         |
| 6 de julho de 2018      | Mexicali            | México               | Plaza de Toros Calafia                 |
| 7 de julho de 2018      | Tijuana             | México               | El Trompo                              |
| 11 de julho de 2018     | Cidade do México    | México               | Foro Cultural Chapultepec              |
| 29 de julho de 2018     | Cidade do México    | México               | Estadio Azteca                         |
| 4 de agosto de 2018     | Mazatlán            | México               | Mazatlán International Center          |
| America Latina          |                     |                      |                                        |
| 7 de agosto de 2018     | Shushufindi         | Equador              | Explanada Unidad Nacional              |
| 11 de agosto de 2018    | Bogotá              | Colômbia             | Campo de Golf Briceño                  |
| América do Norte        |                     |                      |                                        |
| 21 de agosto de 2018    | Cidade do México    | México               | Auditório Nacional                     |
| 23 de agosto de 2018    | San Juan            | Porto Rico           | Coliseo Puerto Rico                    |
| 31 de agosto de 2018    | San Diego           | Estados Unidos       | The Music Box                          |
| Europa                  |                     |                      |                                        |
| 8 de setembro de 2018   | Madrid              | Espanha              | Wizink Center                          |
| América do Norte        |                     |                      |                                        |
| 15 de setembro de 2018  | Colima              | México               | Jardín Libertad de la capital          |
| Europa                  |                     |                      |                                        |
| 20 de setembro de 2018  | Madrid              | Espanha              | La Riviera                             |
| 21 de setembro de 2018  | Barcelona           | Espanha              | Sala Razzmatazz 1                      |
| 22 de setembro de 2018  | Valência            | Espanha              | Sala Moon                              |
| 23 de setembro de 2018  | Sevilha             | Espanha              | Sala Custom                            |
| América do Norte        |                     |                      |                                        |
| 6 de outubro de 2018    | Villahermosa        | México               | Palenque del Parque Tabasco            |
| 10 de outubro de 2018   | Chicago             | Estados Unidos       | Joes Live                              |
| 13 de outubro de 2018   | Nova Iorque         | Estados Unidos       | Irving Plaza                           |
| 15 de outubro de 2018   | Atlanta             | Estados Unidos       | The Buckhead                           |
| 18 de outubro de 2018   | Orlando             | Estados Unidos       | House of Blues                         |
| 21 de outubro de 2018   | Miami               | Estados Unidos       | The Filmore                            |
| 23 de outubro de 2018   | Guadalajara         | México               | Auditorio Benito Juárez                |
| América Central         |                     |                      |                                        |
| 27 de outubro de 2018   | Santo Domingo       | República Dominicana | Palacio de los Deportes                |
| América del Norte       |                     |                      |                                        |
| 3 de novembro de 2018   | Ciudad Victoria     | México               | Teatro del Pueblo                      |
| 7 de novembro de 2018   | Tlaxcala            | México               | Tlaxcala Feria 2018                    |
| 8 de novembro de 2018   | Cidade do México    | México               | Estadio Azteca                         |
| 11 de novembro de 2018  | Cidade do México    | México               | Auditório Nacional                     |
| 19 de novembro de 2018  | Culiacán            | México               | Palenque de Culiacán                   |
| 23 de novembro de 2018  | Monterrei           | México               | Auditorio Citibanamex                  |
| 24 de novembro de 2018  | Xmatkuil            | México               | Centro de espectáculos                 |
| 30 de novembro de 2018  | Puerto Escondido    | México               | Playa Zicatela                         |
| 6 de dezembro de 2018   | Cidade do México    | México               | Arena Cidade do México                 |
| 7 de dezembro de 2018   | Torreón             | México               | Coliseo Centenario de Torreón          |
| 8 de dezembro de 2018   | Saltillo            | México               | Auditorio Parque las maravillas        |
| 12 de dezembro de 2018  | Tuxtla Gutiérrez    | México               | Palenque de Gallos                     |
| 14 de dezembro de 2018  | Tepic               | México               | Auditorio Amado Nervo                  |
| 22 de janeiro de 2019   | León                | México               | Palenque de la Feria de León           |
| 1 de fevereiro de 2019  | Cidade do México    | México               | Auditório Nacional                     |
| 2 de fevereiro de 2019  | Cidade do México    | México               | Auditório Nacional                     |
| America Latina          |                     |                      |                                        |
| 12 de fevereiro de 2019 | Córdova             | Argentina            | Anfiteatro Centenario de Villa María   |
| 14 de fevereiro de 2019 | Lima                | Peru                 | Jockey Club                            |
| 15 de fevereiro de 2019 | Rancagua            | Chile                | Gran Arena Monticello                  |
| América do Norte        |                     |                      |                                        |
| 22 de fevereiro de 2019 | Tampico             | México               | Centro de convenciones                 |
| 16 de março de 2019     | CD Júarez           | México               | Estadio Canales Lira                   |
| 24 de março de 2019     | San Juan            | Porto Rico           | Coliseo Puerto Rico                    |
| 28 de março de 2019     | Cidade do México    | México               | Music Box                              |
| 4 de abril de 2019      | Guadalajara         | México               | Auditorio Telmex                       |
| 5 de abril de 2019      | Monterrei           | México               | Auditorio Citibanamex                  |
| 7 de abril de 2019      | Texcoco             | México               | Teatro del pueblo                      |
| 12 de abril de 2019     | Puebla              | México               | Palenque de la Feria de Puebla         |
| 30 de maio de 2019      | Monterrei           | México               | Domo Care                              |
| 24 de julho de 2019     | Cidade do Durango   | México               | Palenque Expoferia Gómez Palacio       |
| America Latina          |                     |                      |                                        |
| 24 de agosto de 2019    | Guayaquil           | Equador              | Coliseo Voltaire Paladines Polo        |
| América do Norte        |                     |                      |                                        |
| 22 de setembro de 2019  | Tijuana             | México               | Music Box                              |
| 8 de dezembro de 2019   | Cidade do México    | México               | Parque Bicentenario                    |
| 12 de dezembro de 2019  | Querétaro           | México               | Palenque Queretaro                     |
| 16 de janeiro de 2020   | León                | México               | Palenque de la feria León              |